# Chasseur à pied
 (mars 2017).
Si vous disposez d'ouvrages ou d'articles de référence ou si vous connaissez des sites web de qualité traitant du thème abordé ici, merci de compléter l'article en donnant les références utiles à sa vérifiabilité et en les liant à la section « Notes et références ».
Dans le domaine militaire, un chasseur à pied est un fantassin de l'infanterie légère.
Unités caractéristiques de la petite guerre qui se développa au tournant des XVIIe  et  XVIIIe siècles, les chasseurs à pied se sont vus à leur origine chargés des missions de reconnaissance ou d'« opérations spéciales » au profit de l'armée en campagne telles que le fourrageage, l'attaque de postes ou de lignes de ravitaillement ennemis, etc. Le chasseur à pied est généralement un soldat de petite taille, agile, équipé d'une arme d'épaule raccourcie comme la carabine. Historiquement, la couleur distinctive de ce corps est le vert et l'insigne d'unité le cor de chasse.
Certaines unités de chasseurs se sont spécialisées dans le combat en montagne, ce type de fantassin étant appelé Chasseur de montagne.

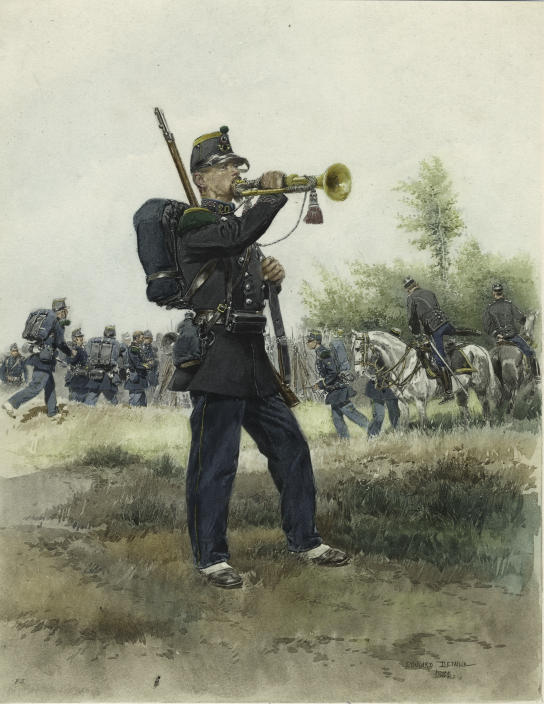
Chasseur à pied français en 1885 d'après Édouard Detaille.

## Historique
Les tirailleurs apparaissent dès l'Antiquité, vers 1200 av. J.-C., avec le développement de la production en masse d'armes légères par coulage du bronze. Cela permet le développement d'une infanterie mobile opposée aux chars de l'aristocratie guerrière.
À l'époque moderne, le chasseur est un soldat de certains corps francs d'infanterie ou de cavalerie spécialisés dans les opérations d'éclairage, de renseignement et de coup de main au-delà des lignes. La première mention du terme de chasseur, dans un contexte militaire en France, apparaît en 1743 avec la création des chasseurs de Fischer, une troupe « franc-tireur » de l'armée royale, composée de quatre cents fantassins et de deux cents cavaliers.
Durant les guerres napoléoniennes, les régiments de chasseurs à pied des différents belligérants furent régulièrement utilisés comme régiments d'infanterie de ligne classique dans les batailles rangées. Ainsi, lors de la campagne de Belgique de 1815, le 4e régiment de chasseurs à pied de la Garde impériale paya un lourd tribut à la bataille de Ligny, si bien que ses deux bataillons furent fusionnés en un seul dès le 17 juin. Les différents régiments de chasseurs à pied de la Vieille Garde et de la Moyenne Garde prirent part à l'attaque de la Garde à Waterloo le 18 juin 1815, tandis que les Grenadier Guards britanniques affectés à la défense du château d'Hougoumont reçurent le renfort de 100 chasseurs de la 1re compagnie du Feldjäger Korps de la 1re brigade hanovrienne commandée par Friedrich von Kielmansegg.

## Allemagne
En Allemagne, les premières unités de chasseurs à pied furent levées dans le Landgraviat de Hesse-Darmstadt au XVIIe siècle. Dans les armées allemandes, le terme de Feldjäger est utilisé pour désigner les membres de la prévôté et de la police militaires.

### États allemands avant 1870

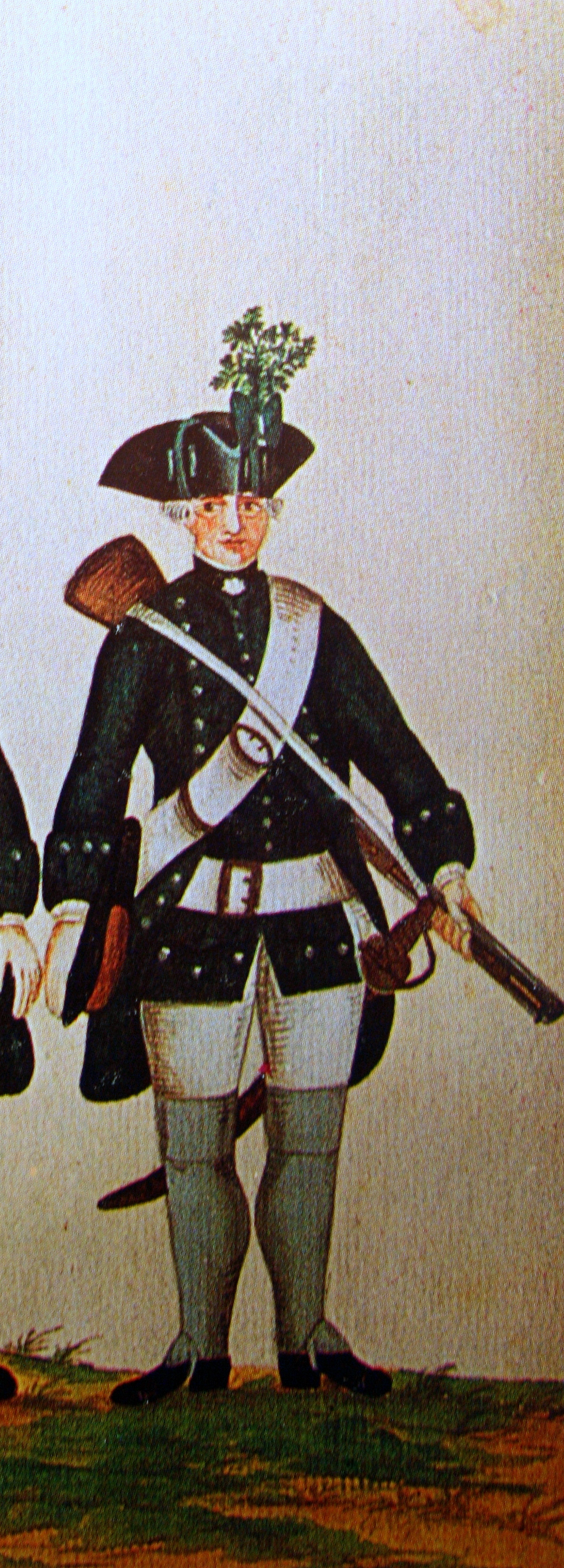
Jäger hanovrien pendant la guerre de Sept Ans.
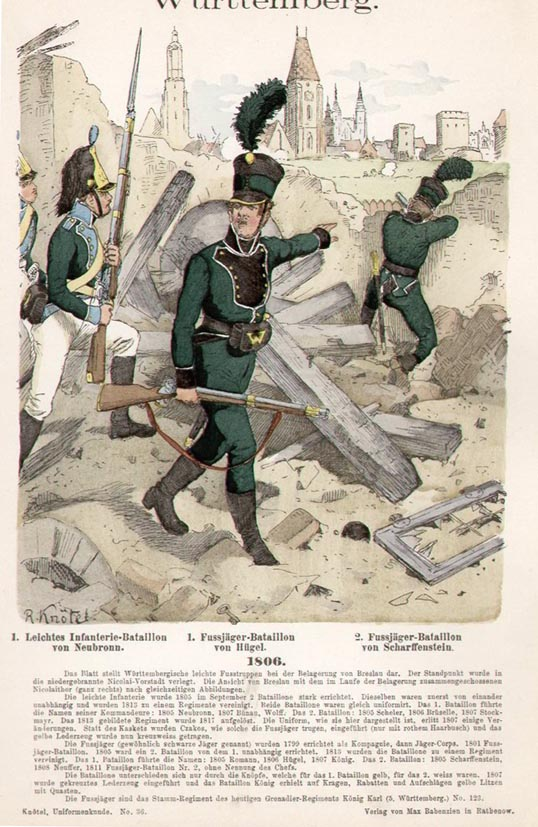
Chasseurs à pied wurtembourgeois en 1806 d'après Richard Knötel.
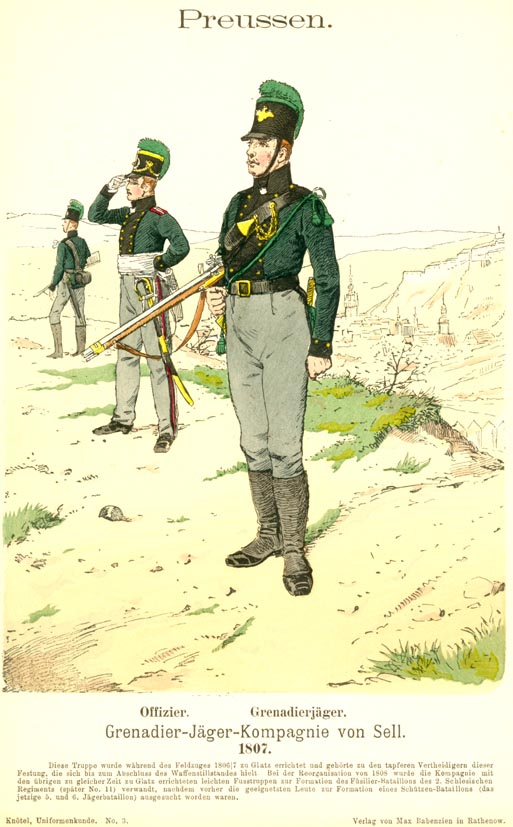
Chasseur-grenadier prussien en 1806 (idem).
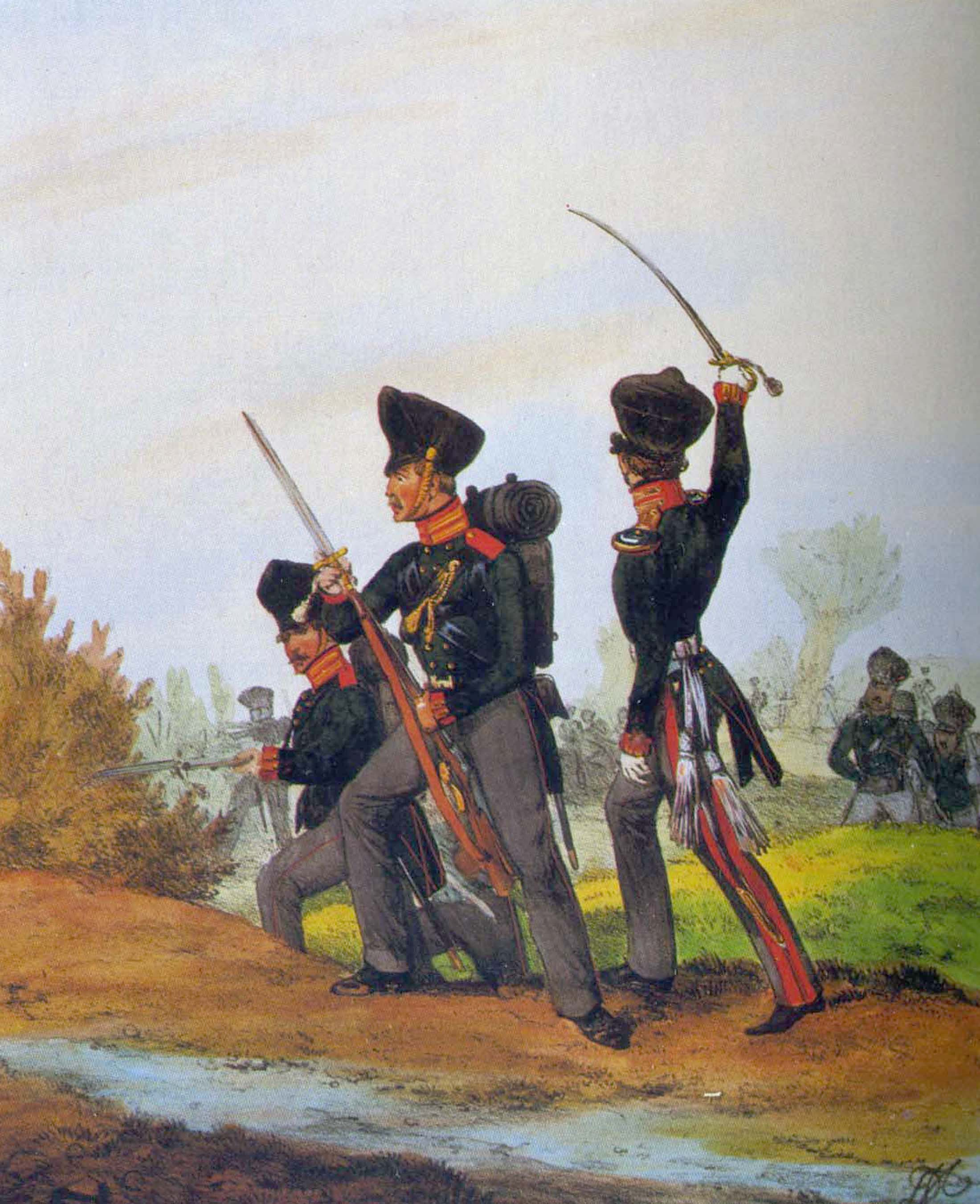
Chasseurs hessois en 1843.

### Empire allemand (1870-1918)

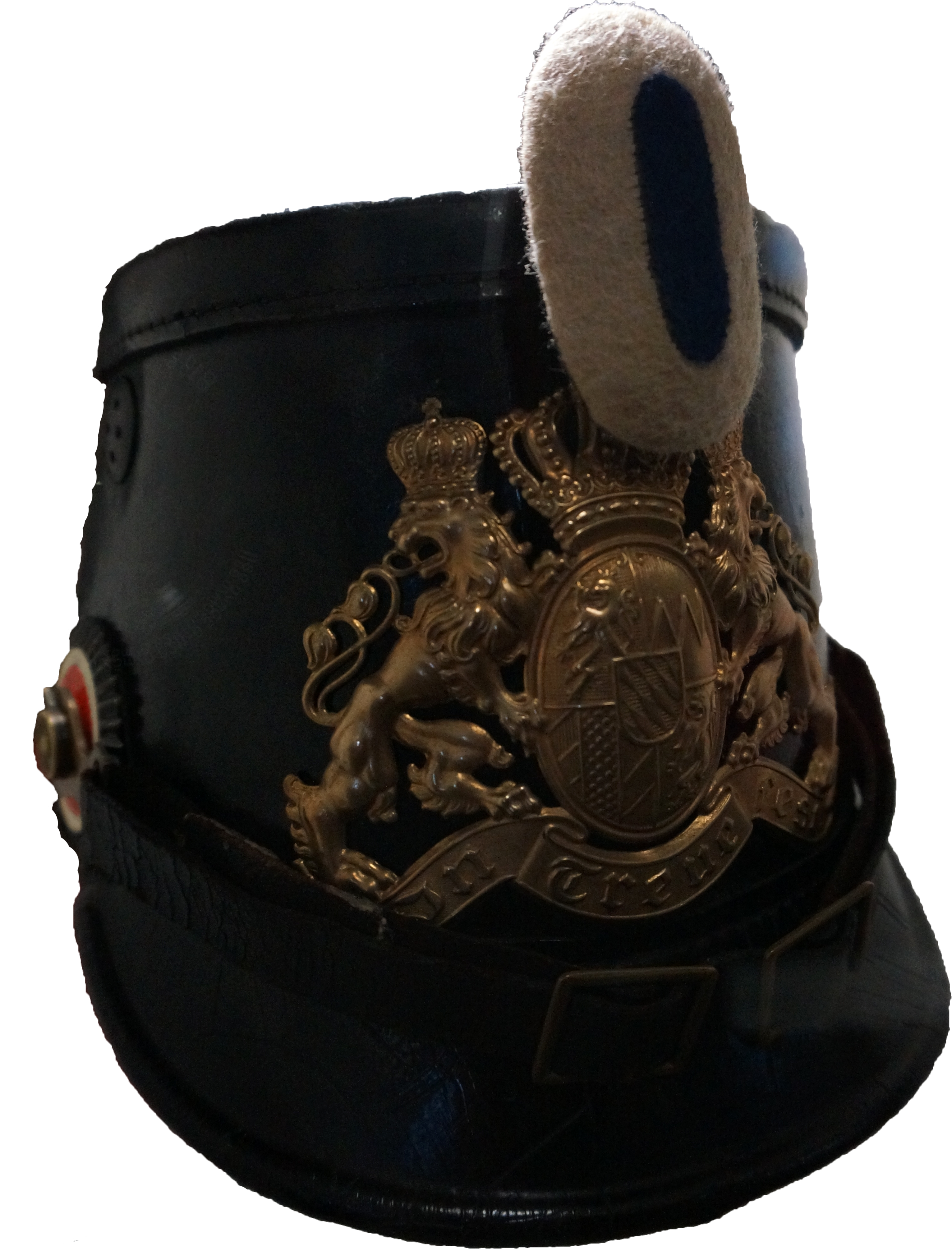
Shako de chasseur bavarois.
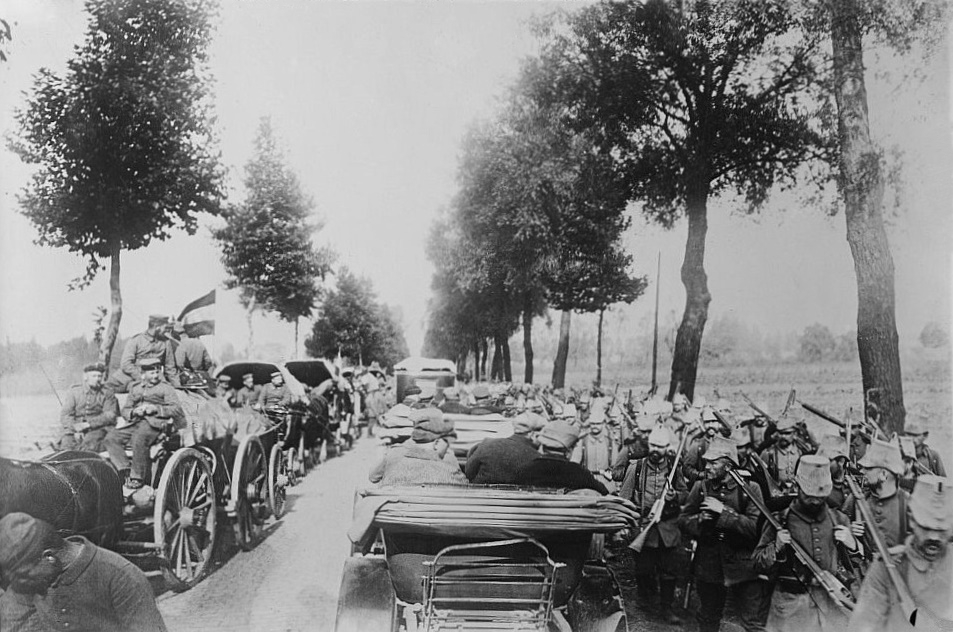
Colonne de chasseurs à pied allemands, identifiables à leur shakos caractéristiques, en Belgique en août 1914.

### Reichswehr et Troisième Reich 1918-1945

#### Wehrmacht(1935-1945)
- Skijäger - les « chasseurs-skieurs »

### Chasseurs à pied de la ligne

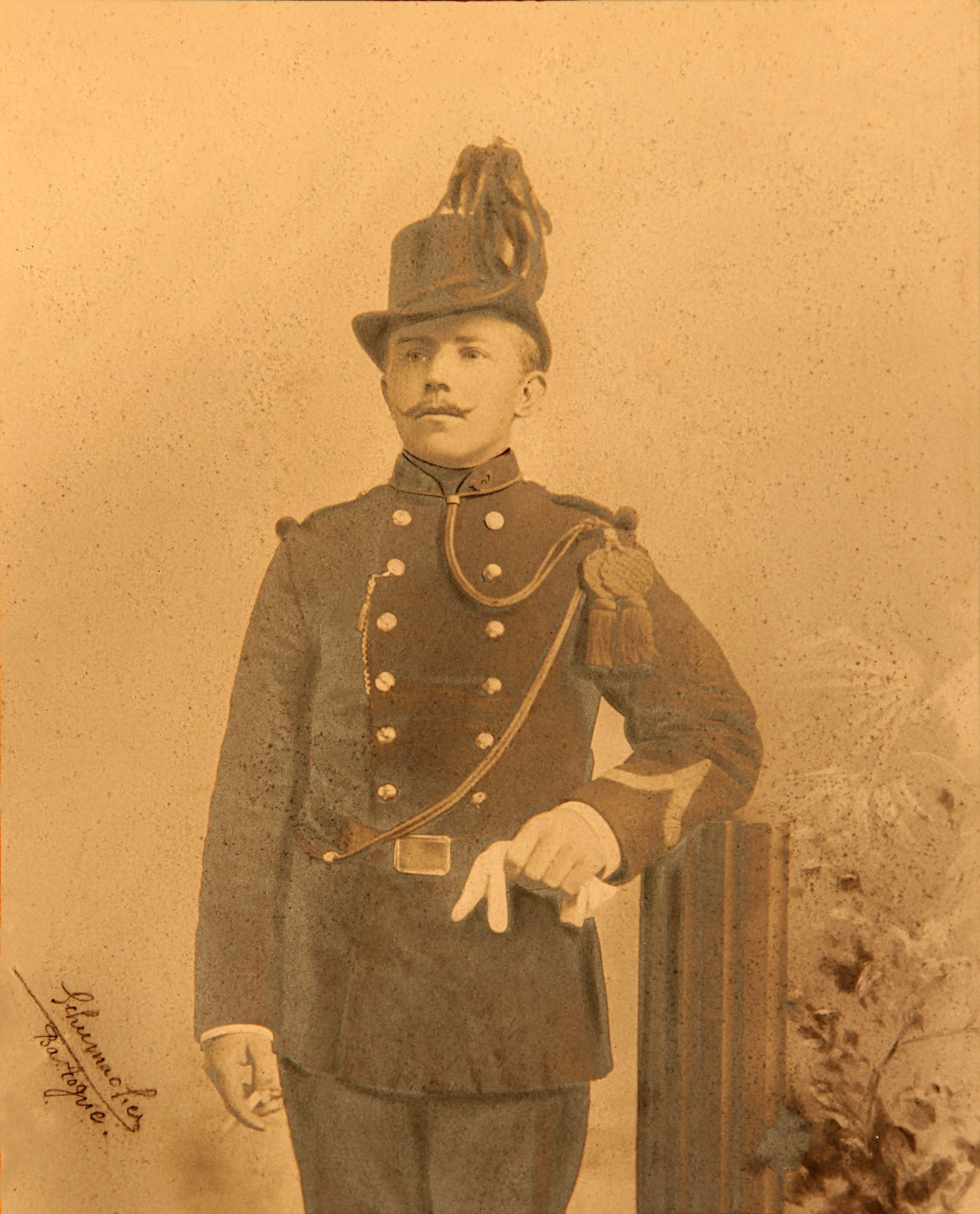
2e régiment de chasseurs à pied (Belgique)

## Brésil

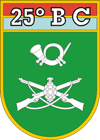
Insigne du 25º Batalhão de Caçadores brésilien.
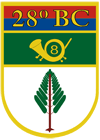
Insigne du 28º Batalhão de Caçadores.
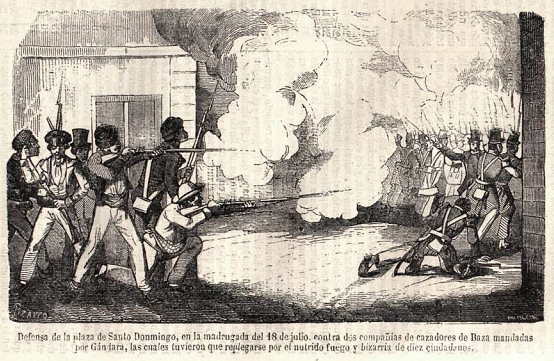
Les émeutiers repoussant les chasseurs de Baza pendant la Révolution espagnole de 1854.

## France
Le décret du 24 octobre 1854 décidait que seuls, désormais, les bataillons de chasseurs à pied composeraient l'infanterie légère.

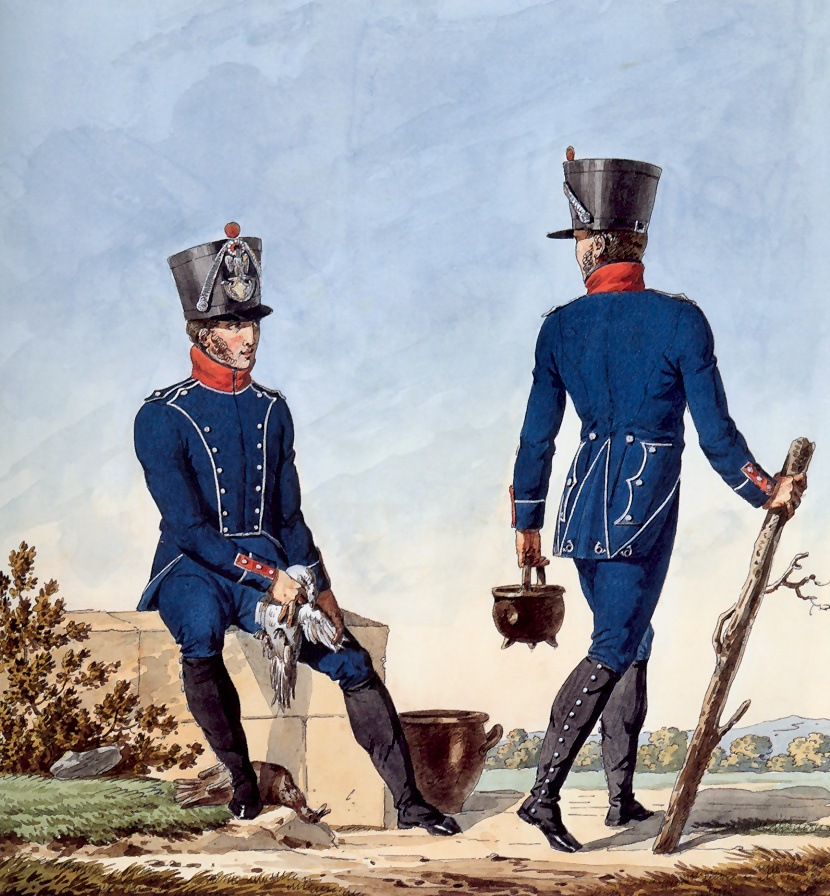
Chasseurs de la Grande Armée en 1812, d'après Carle Vernet.
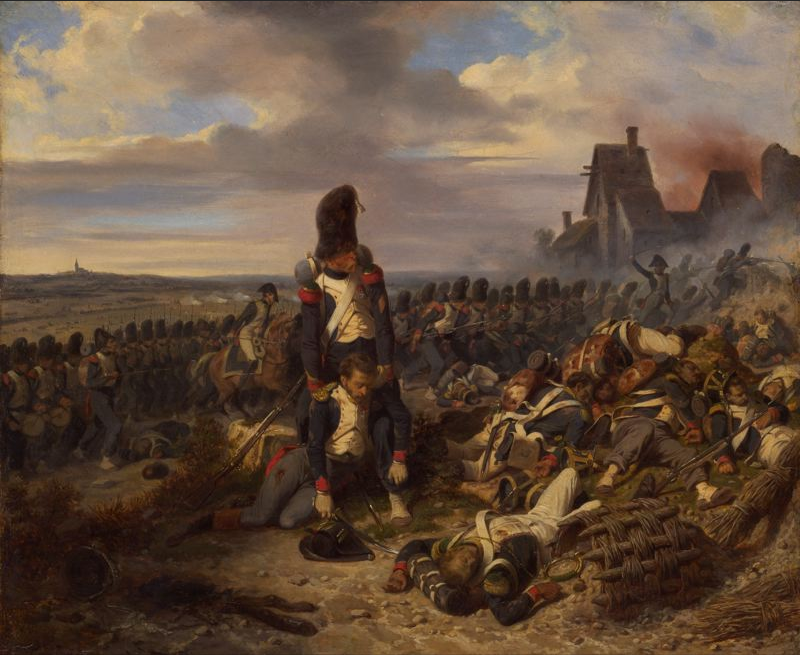
Chasseurs de la Garde impériale au combat, d'après Hippolyte Bellangé.
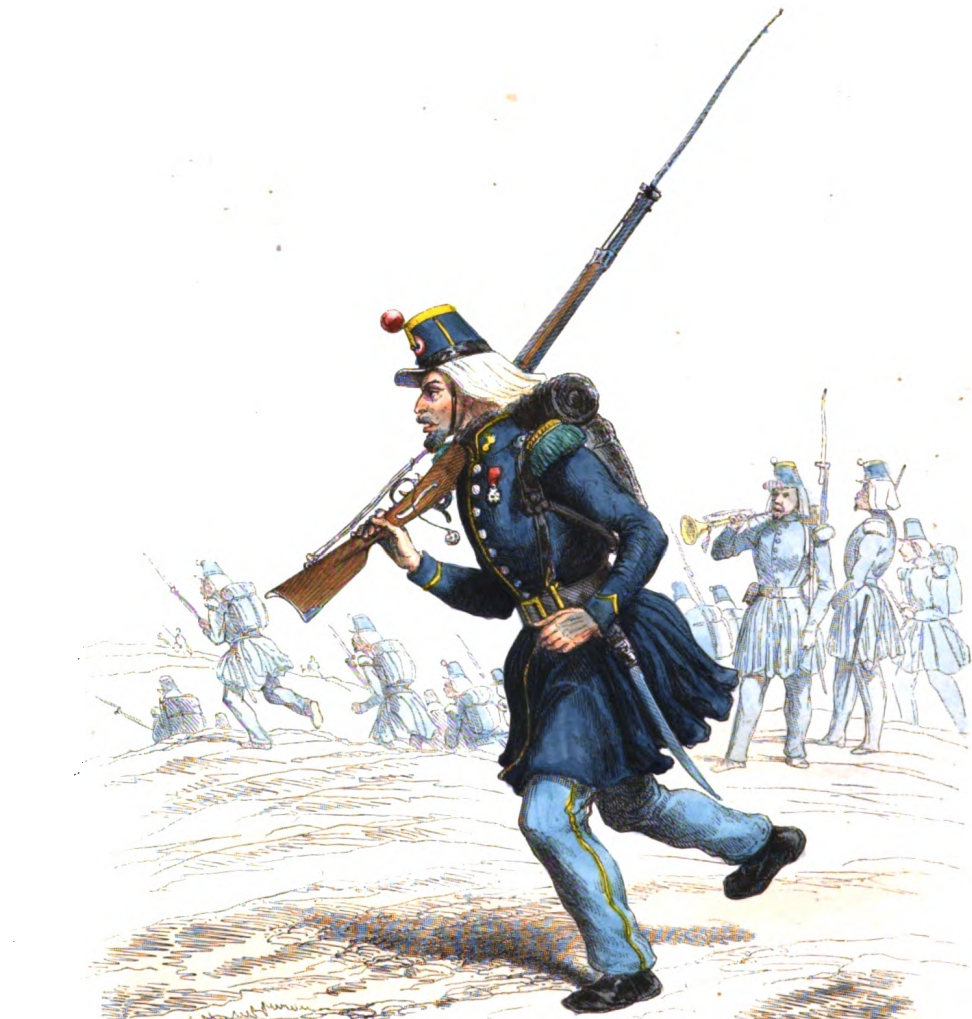
Chasseurs d'Orléans, carabiniers, vers 1840
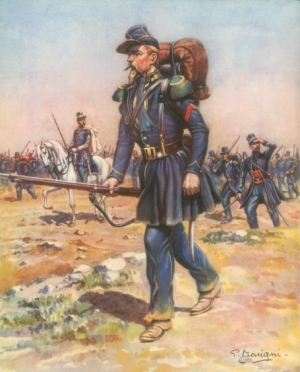
Chasseur à pied en Algérie (1845), d'après Pierre Benigni.
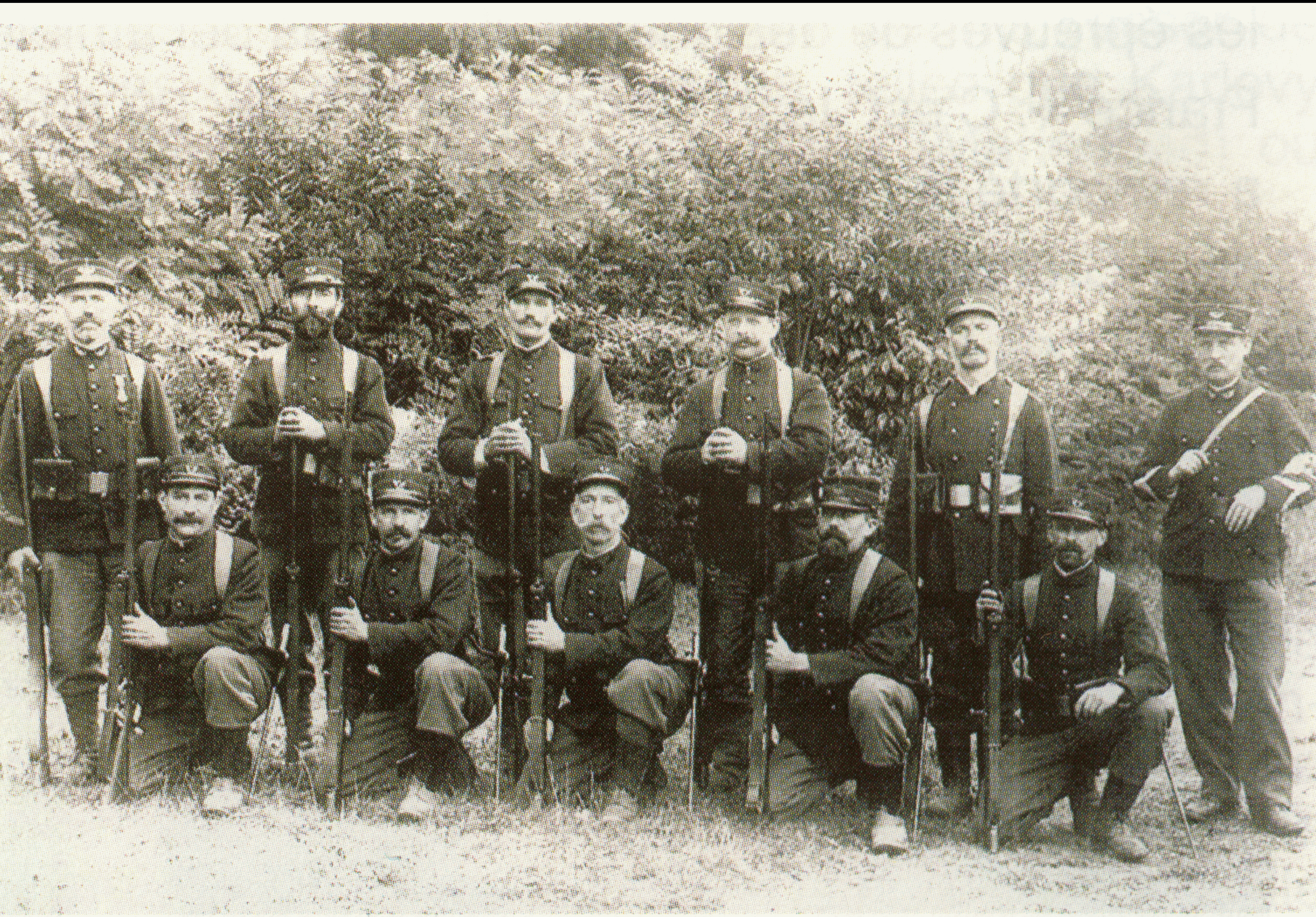
Chasseurs forestiers au camp de Saint-Maur, 1914.
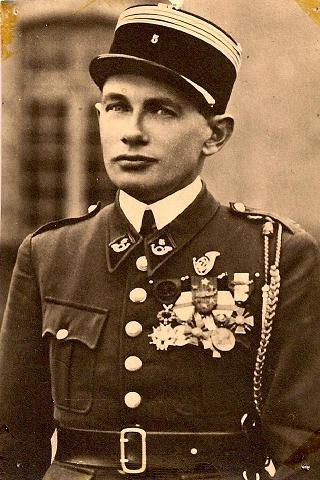
Georges Journois, commandant du 5e bataillon de chasseurs à pied, en 1939.

## Portugal

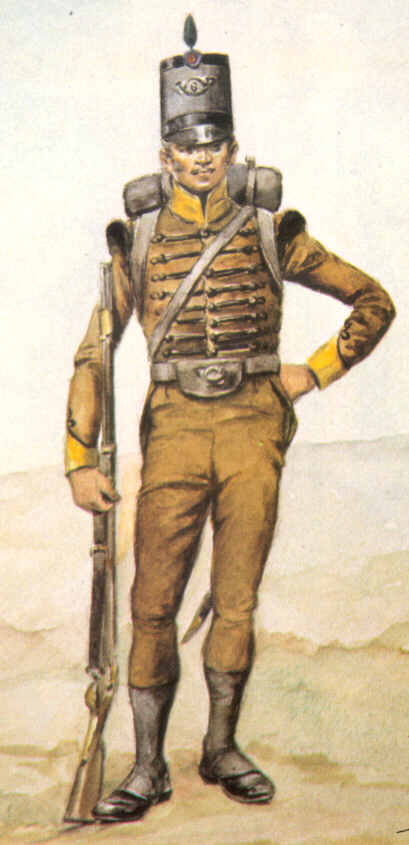
Chasseur du Batalhão de Caçadores no 6 portugais en 1811.

## Royaume-Uni
Les unités de chasseurs à pied sont rares dans l'histoire militaire britannique. Néanmoins, les guerres napoléoniennes furent l'occasion pour l'armée britannique d'enrôler des chasseurs, au départ dans les rangs des royalistes français, puis à partir des déserteurs de l'armée française. Cette unité s'appelait les Chasseurs britanniques.